# إيرين الأثينية
إيرين الأثينية (باليونانية: Ειρήνη η Αθηναία) (حوالي 752 – 9 أغسطس 803) هو الاسم الشائع لـإيرين سارانتيبشينا (باليونانية: Ειρήνη Σαρανταπήχαινα) وتلقب كذلك «أغسطه»، إمبراطورة بيزنطية حاكمة من 797 إلى 802. وقبل أن تصبح إمبراطورة حاكمة، كانت إيرين عقيلة إمبراطورة من 775 إلى 780، وإمبراطورة أرملة وحاكمة من 780 إلى 797. وعادة ما يشاع أنها أطلقت على نفسها «إمبراطور» باسيليوس (βασιλεύς). في الواقع، عادة ما أشارت إلى نفسها بـ«الإمبراطورة» باسيليسا (βασίλισσα)، مع العلم بأنها استخدمت ثلاثة مثيلات من اللقب باسيليوس.

## فترة الطفولة والصعود إلى السلطة
ولدت إيرين لعائلة اليونان نبيلة من أثينا، عائلة سارانتيبشو (Sarantapechos). وبالرغم من أنها كانت يتيمة، فإن عمها قسطنطين سارانتيبشو (Constantine Sarantapechos)، كان شريفًا رومانيًا وغالبًا كان حاكم ثيمة هيلاس. وتم إحضارها إلى القسطنطينية بأمر الإمبراطور قسطنطين الخامس (Constantine V) في 1 نوفمبر 769، وتزوجت ابنه ليو الرابع (Leo IV) في 17 ديسمبر. وبالرغم من أنه يبدو أنها جاءت من عائلة من النبلاء، فليس هناك سبب واضح يبين سبب اختيارها كعروس لليو، مما قاد بعض أهل العلم إلى تخمين أنه تم اختيارها في عرض عروس، الذي تعرض فيه النساء القابلات للزواج على العريس، حتى يختار واحدة في النهاية.

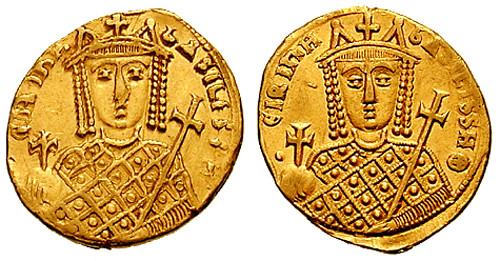
هذه الصوليدوس صكت تحت تقارير إيرين أسطورة باسليسش، باسليس.

وفي 14 يناير 771، أنجبت إيرين ابنًا وهو، قسطنطين السادس. وعند موت قسطنطين الخامس (Constantine V) في سبتمبر 775، كان ليو وريث العرش وكان عمره 25 عامًا. وبالرغم من أن ليو كان عابدًا للأوثان، فقد اتبع سياسة اللين تجاه عبدة الأوثان، ولكن سياساته أصبحت أكثر قسوة في أغسطس 780، عندما تمت معاقبة عدد من الدول لتبجيل الأيقونات. ووفقًا للتراث، اكتشف أيقونات مخبأة ضمن مخصصات إيرين، ورفض مشاركتها فراش الزوجية من بعدها. ومع ذلك، توفي ليو في 8 سبتمبر 780، وأصبحت إيرين وصية على العرش لابنهما قنسطنطين البالغ من العمر تسع سنوات.
وعلى الفور تمت مواجهة إيرين بمؤامرة سمعت أنها لرفع القيصر نقفور (Nikephoros)، الأخ غير الشقيق لليو الرابع. وللتغلب على هذا التحدي، أمرت برسم نقفور ومشاركيه في التآمر ككهنة، المكانة التي تجعلهم غير مؤهلين للحكم، وأمرت بأن يقدموا القربان المقدس يوم عيد الميلاد.
وفي وقت مبكر من 781، بدأت إيرين بالسعي لعلاقة أقرب مع الكارولنجيون والبابوية. وقامت بالتفاوض على زواج بين ابنها ورترود، ابنة شارلمان من زوجته الثالثة هيلدغارد. وذهبت إيرين إلى حد إرسال مسؤول رسمي لتعليم الأميرة الفرنجية باليونانية؛ مع ذلك، ألغت إيرين الخطوبة بنفسها في 787، ضد رغبات ابنها.
بعد ذلك، وجب على إيرين السيطرة على ثورة قادها إلبديوس، حاكم صقلية، الذي عُذبت وسُجنت عائلته، بينما أُرسل أسطول، الذي نجح في هزيمة الصقليين. وهرب إلبيدوس إلى أفريقيا، حيث لجأ إلى العرب. وبعد نجاح مايكل لاكانودراكون (Michael Lachanodrakon) جنرال قسطنطين الخامس، الذي أحبط هجومًا عربيًا على الجبهات الشرقية، جيش عربي كبير تحت قيادة هارون الرشيد غزا الأناضول في صيف 782. قام حاكم ثيمة بيوسلاريان، تاتزتس، بالانشقاق ولجأ إلى العرب، واضطرت إيرين إلى الموافقة على دفع جزية سنوية من 70 أو 90 ألف دينار للعرب لهدنة لثلاث سنوات، وإعطائهم 10,000 دثار من الحرير وتوفير أدلة، ومؤن، ودخول إلى الأسواق خلال انسحابهم.

## الحكم وحل الجدل حول الأيقونات

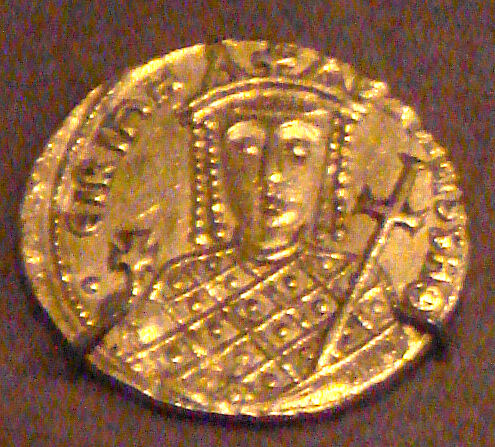
عملة صوليدس ذهبية لإيرين، 797-802، القسطنطينية.

من أكثر أعمالها ملاحظة هو إرجاع الهيبة الأرثوذكسية إلى الأيقونات (صور المسيح أو القديسين). وبانتخابها تراسيوس، واحدًا من أنصارها، ليكون البطريرك في 784، واستدعت مجمعين كنسيين. أول هؤلاء، عُقد عام 786 في القسطنطينة، وتم إحباطه بسبب معارضة الجنود. والثاني، عقد في نيقية عام 787، الذي أعاد رسميًا هيبة الأيقونات ووحد الكنيسة الأرثوذكسية الشرقية بكنيسة روما. (انظر مجمع نيقية الثاني.)
وبينما حسن هذا العلاقات مع البابوية، فلم يمنع اندلاع الحرب مع الفرنجة، الذين استولوا على إستريا وبينيفنتو في 788. وبالرغم من هذه الانتكاسات، فقد لاقت جهود جيش إيرين بعض النجاح: في عام 782 أخضع أكثر حاشيتها تفضيلاً ستوراكيوس سلاف البلقان وألقى أساسات التوسع البيزنطي وإعادة هيلينية المنطقة. بالرغم من ذلك، فقد أنهك العرب إيرين، وفي عامي 782 و798 وجب عليها الموافقة على شروط كل من الخليفة المهدي وهارون الرشيد.
وباقتراب قسطنطين من سن البلوغ، بدأ بالقلق تحت تسلطها الأوتقراطية. ومحاولة منه لتحرير نفسه بالقوة تمت مقابلتها وسحقها على يد الإمبراطورة، التي أمرت بوجوب أخذ يمين إخلاص من ذلك الحين فصاعدًا باسمها فقط. وقد تضخم الاستياء الناتج عن هذا في 790 إلى المقاومة المفتوحة، والجنود، بقيادة الأرمن، قاموا بإعلان قنسطنطين الرابع الحاكم الوحيد.
وبقيت صداقة ظاهرية بين قسطنطين وإيرين، التي تم التأكيد على لقبها كإمبراطورة في عام 792؛ ولكن بقيت الجماعات المعادية، ونظمت إيرين، عن طريق مكائد بارعة مع الأساقفة والبلاط، مؤامرة باسمها. ولم يكن أمام قسطنطين سوا الهروب للمساعدة من المقاطعات، ولكن حتى هناك، حاصره المشاركين في المكيدة. وتم حمل قسطنطين، الذي قبض عليه مساعدوه على الشاطئ الآسيوي للبوسفور، إلى القصر في القسطنطينية؛ وهناك، تم فقء عينيه. ومات متأثرًا بجراحه بعدها بعدة أيام. وتم الربط بين الكسوف و17 يومًا من الظلام، بالخرافة الشائعة لرعب الجنة.
ومع أنه غالبًا ما يُدعى أنها كملكية، أطلقت إيرين على نفسها «إمبراطور»، «باسيليوس» (βασιλεύς)، بدلاً من «إمبراطورة»، «باسيليسا» (βασίλισσα)، هناك في الواقع ثلاث حالات حيث معروف أنها استخدمت اللقب «باسيليوس»: وثيقتان رسميتان وقعتهما باسم «إمبراطورة الرومان» ووجدت عملة ذهبية لها في صقلية تحمل لقب «باسيليوس». وبالعلاقة مع العملة، فالحروف رديئة الجودة ونسبها إلى إيرين، قد تكون بذلك، إشكالية. في الواقع، استخدمت اللقب «باسيليسا» في كل الوثائق، والعملات، والأختام الأخرى.

## الإرث

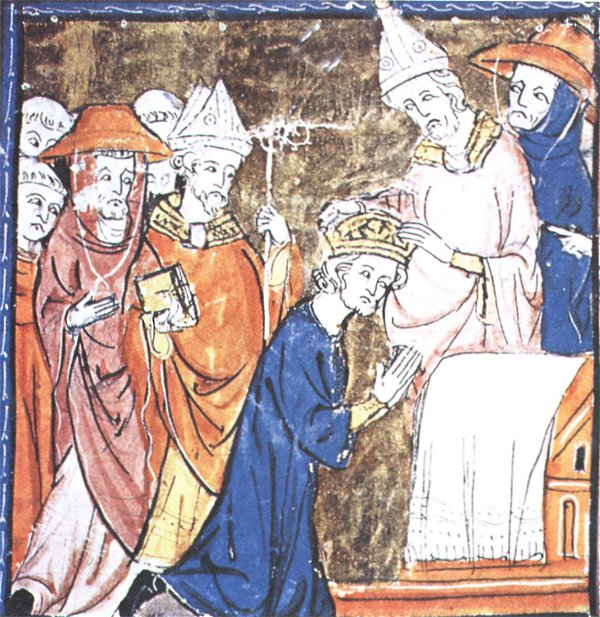
رافضًا الاعتراف بحكم إيرين، قام البابا ليون الثالث بتتويج شارلمان الإمبراطور الروماني المقدس.

حكمت إيرين لخمس سنوات، من 797 إلى 802. ليون الثالث، الذي احتاج إلى المساعدة ضد الأعداء في روما، والذي رأى عرش الإمبراطور البيزنطي فارغًا (بافتقاره إلى محتل ذكوري)، قام بتتويج شارلمان الإمبراطور الروماني في عام 800. وتم النظر إلى هذا على أنه إهانة إلى الإمبراطورية الرومانية الشرقية. وبالرغم من ذلك، يقال أن إيرين سعت إلى مفاوضة زواج بين نفسها وشارلمان؛ ولكن وفقًا لـتيوفان المعرف، الذي يذكر هذا وحده، تم إحباط المخطط على يد إتيوس (Aetios)، أحد مُفضليها.
في عام 802 تآمر النبلاء عليها ووضعوا نقفور على العرش، وزير المالية (اللغثيط تو جينيكو) وتم نفي إيرين إلى لسبوس وأرغمت على كفل نفسها بالغزل. وتوفيت بعدها بسنة.
وحماسها لإرجاع الأيقونات والأديرة جعل ثيودور يمجدها كقديسة في الكنيسة الأرثوذكسية الشرقية، ولكن لم يتم تطويبها. وأغلب الادعاءات عن تطويبها المزعوم هي من مصادر غربية. ومثل هذه الادعاءات غير مدعومة من المينايون (الكتاب الطقوسي الرسمي الذي يوفر الطقوس الدينية الخاصة بقديسي الكنيسة الأورذوكسية)، أو كتاب «حياة القديسين» بقلم نيكومودس الهاجيوريت، أو أي كتاب ذي صلة من الكنيسة الأرثوذكسية.

## العائلة
بزواجها من الإمبراطور ليو الرابع الخزر، لإيرين ابن واحد، قسطنطين السادس، الذي خلفته على العرش. وثيوفانا قريبة لإيرين، تم اختيارها عام 807 على يد الإمبراطور نقفور الأول كعروس لابنه وولي عهده ستوراكيوس. وتزوجت قريبة لها غير مسماة بالحاكم البلغاري تيليريج في عام 776. وكان لإيرين ابن شقيق كذلك.

## وصلات خارجية
المصادر الرئيسية
- Anastasius Bibliothecarius Chronographia tripartita
- Theophanes Chronographia

المصادر الثانوية
- The قاموس أكسفورد لبيزنطة, Oxford University Press, 1991.
- Alexander, Archibald, and André Lagarde, Joseph Turmel. The Latin Church in the Middle Ages, C. Scribner's Sons, 1915.
- Barbe, Dominique. Irène de Byzance: La femme empereur, Paris, 1990.
- Sir Steven Runciman. "The Empress Irene." Conspectus of History 1.1 (1974): 1–11.
- تحوي هذه المقالة معلومات مترجمة من الطبعة الحادية عشرة لدائرة المعارف البريطانية لسنة 1911 وهي الآن ضمن الملكية العامة.
- Herrin، Judith (2001). Women in Purple:Rulers of Medieval Byzantium. London: Phoenix Press. {{استشهاد بكتاب}}: تجاهل المحلل الوسيط |الرقم المعياري= لأنه غير معروف، ويقترح استخدام |ردمك= (مساعدة)
- Garland، Lynda (1999). Byzantine Empresses: Women and Power in Byzantium, AD 527–1204. London: Routledge. {{استشهاد بكتاب}}: تجاهل المحلل الوسيط |الرقم المعياري= لأنه غير معروف، ويقترح استخدام |ردمك= (مساعدة)
- Wace, Henry and William Smith, A Dictionary of Christian Biography, Literature, Sects and Doctrines, J. Murray, 1882.